# Nordea Masters 2012
De Nordea Masters is een golftoernooi van de Europese PGA Tour. In 2012 wordt het gespeeld van 6-9 juni op de Bro Hof Slott Golf Club. Het totale prijzengeld is € 1.500.000, waarvan de winnaar € 250.000 krijgt. Titelverdediger is Alexander Norén.

## Verslag

#### Ronde 1
Magnus A. Carlsson staat net in de top-80 van de Race To Dubai en wil graag zijn eerste toernooi op de Europese Tour winnen voor eigen publiek. Hij heeft daartoe een goede eerste stap gezet. Richard Bland en Matthew Baldwin staat gedeeld nummer 2 en hebben ook nog nooit op deze Tour gewonnen. De vijf Nederlanders staan dicht bij elkaar met scores tussen de -2 en level par.

#### Ronde 2
Maarten Lafeber heeft met -7 ruimschoots zijn beste ronde van het seizoen gemaakt en steeg naar de 5de plaats. Jonas Saxton maakte weer -2 maar zakte toch enkele plaatsen. Tim Sluiter eindigde op een totaal van +1 en haalde nog net de cut. Voor Besseling was het tot de laatste hole spannend of hij de cut zou halen. Hij eindigde met een bogey en miste net als Derksen en Remkes de cut. Amateur Robert Karlsson (1988), naamgenoot van Robert Karlsson (1969, geen familie), haalde weer de cut, net als in 2011, nadat hij na de eerste ronde zelfs aan de leiding had gestaan samen met Alexander Norén en Jaco Van Zyl. 

#### Ronde 3
Saxton maakte een derde ronde van 70 maar zakte toch enkele plaatsen. Lafeber stond al +3 na negen holes en maakte toen nog een 8 op een par 5. Hij eindigde met zijn enige birdie voor een score van 77.

#### Ronde 4
Jonas Saxton maakte ook in de laatste ronde een score van -2 en eindigde als beste Nederlander.
Amateur Robert Karlsson maakte een hole-in-one op hole 4 (188 meter) en eindigde met een totaal van +2 op de 61ste plaats. Lee Westwood won voor de derde keer de Nordea Masters. De volgende week speelt hij voor de 57ste keer een Major, hij wacht nog steeds op zijn eerste Major-overwinning.
- Leaderboard

| Naam               | R1 | R1  | Stand | R2 | R2  | Totaal | Stand | R3 | R3  | Totaal | Stand | R4 | R4  | Totaal | Stand |
| ------------------ | -- | --- | ----- | -- | --- | ------ | ----- | -- | --- | ------ | ----- | -- | --- | ------ | ----- |
| Lee Westwood       | 68 | -4  | T7    | 64 | -8  | -12    | 1     | 68 | -4  | -16    | 1     | 69 | -3  | -19    | 1     |
| Ross Fisher        | 70 | -2  | T23   | 68 | -4  | -6     | T14   | 65 | -7  | -13    | 2     | 71 | -1  | -14    | 2     |
| Sergio García      | 69 | -3  | T9    | 69 | -3  | -6     | T14   | 70 | -2  | -8     | T16   | 67 | -5  | -13    | T3    |
| Mikko Ilonen       | 70 | -2  | T23   | 69 | -3  | -5     | T21   | 68 | -4  | -9     | T6    | 68 | -4  | -13    | T3    |
| Peter Hanson       | 67 | -5  | T2    | 68 | -4  | -9     | T2    | 69 | -3  | -12    | 3     | 71 | -1  | -13    | T3    |
| Richard Bland      | 67 | -5  | T2    | 70 | -2  | -7     | T10   | 68 | -4  | -11    | 4     | 76 | +4  | -7     | T22   |
| Reinier Saxton     | 70 | -2  | T23   | 70 | -2  | -4     | T29   | 70 | -2  | -6     | T32   | 70 | -2  | -8     | T17   |
| Lloyd Saltman      | 71 | -1  | T38   | 64 | -8  | -9     | T2    | 75 | +3  | -6     | T32   | 71 | -1  | -7     | T22   |
| Carlos Del Moral   | 68 | -4  | 8     | 67 | -5  | -9     | T2    | 72 | par | -9     | T7    | 75 | +3  | -6     | T30   |
| Magnus A. Carlsson | 65 | -7  | 1     | 72 | par | -7     | T10   | 73 | +1  | -6     | T32   | 73 | +1  | -5     | T38   |
| Matthew Baldwin    | 67 | -5  | T2    | 76 | +4  | -1     | T60   | 71 | -1  | -2     | T54   | 72 | par | -2     | T47   |
| Maarten Lafeber    | 71 | -1  | T38   | 65 | -7  | -8     | T5    | 77 | +5  | -3     | T50   | 74 | +2  | -1     | T52   |
| Tim Sluiter        | 70 | -2  | T23   | 73 | +1  | -1     | T60   | 74 | +2  | +1     | T70   | 74 | +2  | +3     | T66   |
| Wil Besseling      | 72 | par | T54   | 72 | par | par    | MC    |    |     |        |       |    |     |        |       |
| Robert-Jan Derksen | 72 | par | T54   | 73 | +1  | +1     | MC    |    |     |        |       |    |     |        |       |
| Taco Remkes        | 72 | par | T54   | 73 | +1  | +1     | MC    |    |     |        |       |    |     |        |       |

| Leider |  | Toernooirecord |  | MC = missed cut = cut gemist |

## Spelers
| - Warren Abery - Felipe Aguilar - Fredrik Andersson Hed - HP Bacher - Matthew Baldwin - Adrien Bernadet - Wil Besseling - Richard Bland - Knut Børsheim - Rafael Cabrera Bello - Guillaume Cambis - Jorge Campillo - Alejandro Cañizares - Christian Cévaër - Federico Colombo - Rhys Davies - Carlos Del Moral - Daniel Denison - Robert-Jan Derksen - David Dixon - Andrew Dodt - Agustin Domingo - Jamie Donaldson - Bradley Dredge - Edouard Dubois - Pelle Edberg - Johan Edfors - Jamie Elson - Niclas Fasth - Kenneth Ferrie - Darren Fichardt - Ross Fisher - Tommy Fleetwood - Oscar Florén - Mark Foster - Marcus Fraser - Lorenzo Gagli - Chris Gane | - Sergio García - Jordi García - Ignacio Garrido - Adam Gee - Tano Goya - Richard Green - Emiliano Grillo - Julien Guerrier - Peter Gustafsson - Mark F. Haastrup - Alex Haindl - Peter Hanson (2008) - Grégory Havret - Benjamin Hebert - Peter Hedblom - Michael Hoey - David Horsey - David Howell - Sam Hutsby - Mikko Ilonen (2007) - Raphaël Jacquelin - Thongchai Jaidee - Scott Jamieson - Richard S Johnson - Andrew Johnston - Michael Jonzon - Roope Kakko - Shiv Kapur - Lloyd Kennedy - Maarten Lafeber - Joakim Lagergren - José Manuel Lara - Pablo Larrazábal - Craig Lee - Sam Little - Shane Lowry - Mikael Lundberg - David Lynn | - Andrew Marshall - Pablo Martín - Gareth Maybin - Richard McEvoy - Damien McGrane - Edoardo Molinari - Jamie Moul - Christian Nilsson - Matthew Nixon - Alexander Norén (2011) - Thomas Nørret - Steven O'Hara - Thorbjørn Olesen - Gary Orr - Adrian Otaegui - Hennie Otto - John Parry - Andrea Pavan - Scott Pinckney - Phillip Price - Taco Remkes - Bernd Ritthammer - Victor Riu - Brett Rumford - Raymond Russell - Charles-Edouard Russo - Reinier Saxton - Jeev Milkha Singh - Joel Sjöholm - Tim Sluiter - Matthew Southgate - Richard Sterne - Graeme Storm - Scott Strange - Andy Sullivan - Alessandro Tadini - Simon Thornton - Tjaart Van der Walt | - Jaco Van Zyl - Alvaro Velasco - Simon Wakefield - Sam Walker - Anthony Wall - Romain Wattel - Steve Webster - Lee Westwood (1996, 2000) - Peter Whiteford - Bernd Wiesberger - Oliver Wilson - Chris Wood Nationale rangorde - Jeff Karlsson - Jesper Kennegard - Kristoffer Broberg - Jens Dantorp - Rikard Karlberg - Niklas Bruzelius - Jarmo Sandelin - Lucas Bjerregaard Invitaties - Jeff Karlsson - Jesper Kennegard - Oskar Henningson - Jonas Blixt - Niklas Lemke - Magnus A. Carlsson - Mathias Grönberg - Miles Tunnicliff Amateurs - Gavin Samuels - Niclas Carlsson - Robert Karlsson - Pontus Widegren |